# 有糸分裂
有糸分裂（ゆうしぶんれつ、独: Mitose、英: mitosis）とは、真核生物の細胞分裂における核分裂の様式の一つ。細胞分裂の際にクロマチンが染色体を形成し、この染色体が紡錘体によって分配される分裂様式のこと。有糸分裂を伴う細胞分裂のことを指して有糸分裂ということもある。対立する語は無糸分裂である。
正確にいえば、生殖細胞において相同染色体を分離させる減数分裂（meiosis）も有糸分裂の亜形である（減数有糸分裂）。しかし近年では、単に有糸分裂というときには減数分裂を含めないことが多い。この場合、有糸分裂という語は（本来の意味から離れるが）体細胞分裂とほぼ同義の語として用いられる。

## 間期（interphase）
間期は分裂期（M期）以外の期間を指す。G1、S、G2期に分類される。

## 前期（prophase）
染色体凝縮が開始する。核膜はまだ存在している。中心体が微小管形成中心として機能し、微小管の重合が進み紡錘体の形成が始まる。間期に複製された二つの中心体は、モータータンパク質であるキネシンの働きで離れていく。

## 前中期（prometaphase）
染色体凝縮がさらに進行する。核小体の消失が始まる。離れた二つの中心体は紡錘体極となり、そこから伸びた微小管が染色体の動原体（kinetochore）に結合する。この微小管は動原体微小管とよばれる。下図は微小管が核膜内に進入している。核膜崩壊型の有糸分裂を行う生物では核膜が消失する。

## 中期（metaphase）

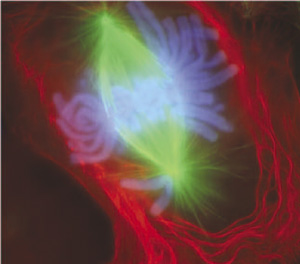
分裂中期の細胞。ほとんどの染色体 (青) が赤道面に配列した状態。緑が紡錘体。

凝縮を完了した染色体が細胞の赤道面に配列する。このとき、それぞれの染色体において一対の姉妹染色分体が識別可能となる。染色体の各1セットが各々正しく紡錘体に結合しているかがチェックされる（紡錘体チェックポイント）。結合に支障がある場合は細胞周期が停止する。この時期は正しい染色体分配、ひいては細胞分裂のための本質的なステップと考えられている。

## 後期（anaphase）
姉妹染色分体をつなげていた動原体付近のタンパク質（コヒーシン）が切断され、分離可能となる。それぞれの姉妹染色分体は分裂装置の働きにより、両極へと移動する。微小管の働きによって染色分体が移動すると共に、紡錘体極が離れていく。

## 終期（telophase）
後期に分配された娘染色体が分散してクロマチンに戻る。核小体が再構成される。核膜崩壊型の分裂を行う生物では、核膜も再構成される。

## 模式図

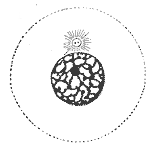
間期（interphase）
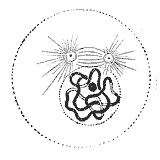
前期（prophase）
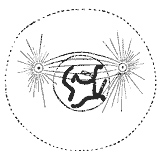
前中期（prometaphase）
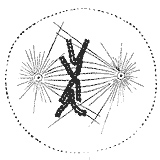
中期（metaphase）
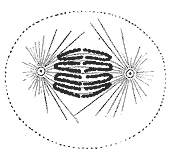
後期（anaphase）
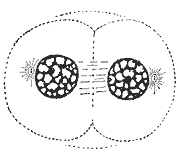
終期（telophase）